# 九州地方の難読地名一覧
九州地方の難読地名一覧（きゅうしゅうちほうのなんどくちめいいちらん）は、九州地方（ここでは奄美群島を含む）の難読地名の一覧である。

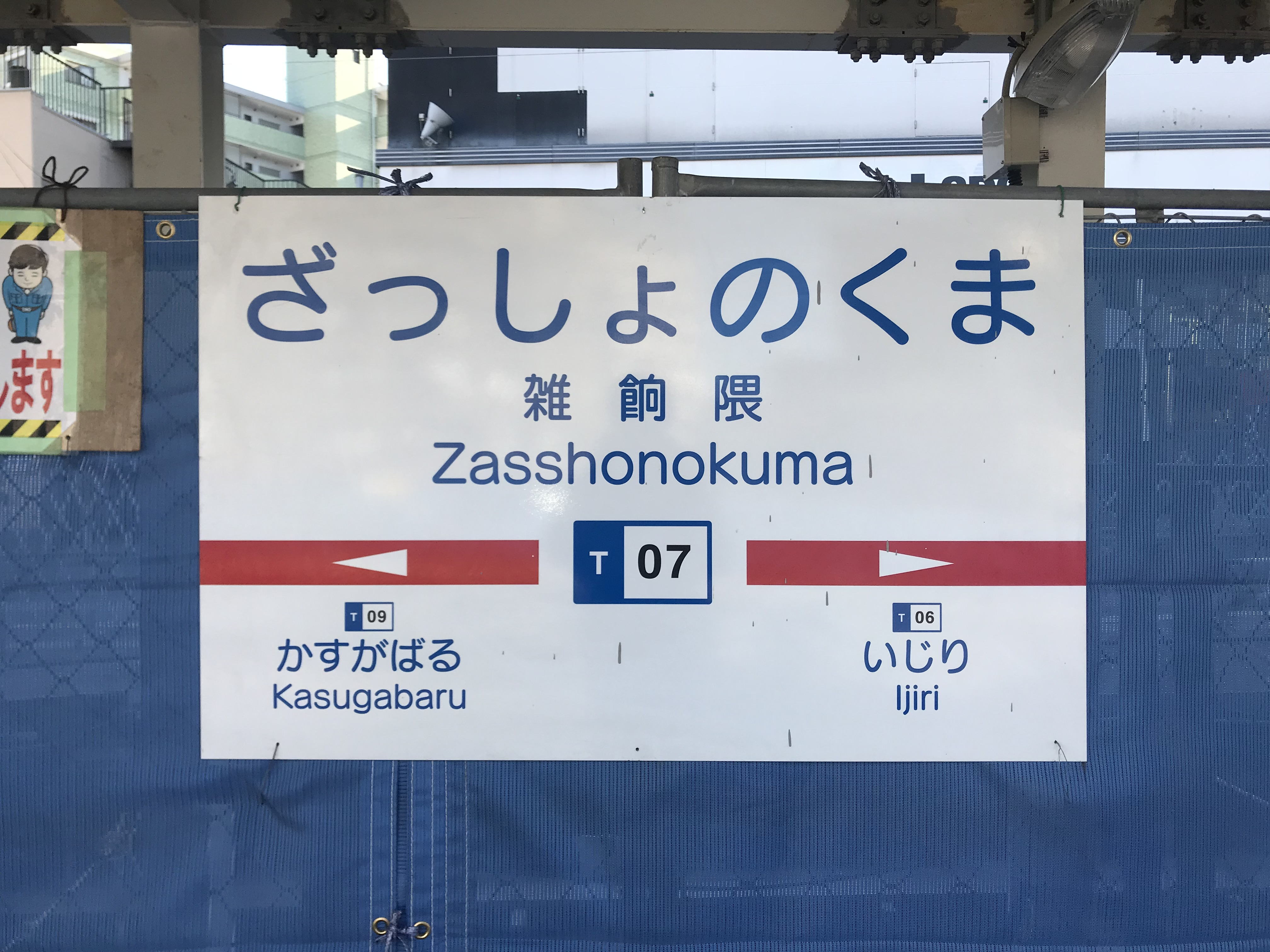
雑餉隈- 福岡市

## 九州地方の難読地名一覧
※都道府県コード順及び市町村コード順

### 福岡県
- 鹿喰（かじき） - 北九州市門司区
- 猿喰（さるはみ） - 北九州市門司区
- 二タ松（ふたまつ） - 北九州市門司区
- 馬寄（まいそう） - 北九州市門司区
- 和布刈（めかり） - 北九州市門司区
- 門司（もじ） - 北九州市門司区
- 蜑住（あますみ） - 北九州市若松区
- 修多羅（すたら） - 北九州市若松区
- 脇田（わいた） - 北九州市若松区
- 到津（いとうづ） - 北九州市小倉北区
- 鋳物師町（いもじまち） - 北九州市小倉北区
- 江南町（えなみちょう） 北九州市小倉北区
- 許斐町（このみまち） - 北九州市小倉北区
- 菜園場（さえんば） - 北九州市小倉北区
- 日明（ひあがり） - 北九州市小倉北区
- 合馬（おうま） - 北九州市小倉南区
- 長行（おさゆき） - 北九州市小倉南区
- 頂吉越（かぐめごし） - 北九州市小倉南区
- 頂吉（かぐめよし） - 北九州市小倉南区
- 企救丘（きくがおか） - 北九州市小倉南区
- 朽網（くさみ） - 北九州市小倉南区
- 徳力（とくりき） - 北九州市小倉南区
- 母原（もはら） - 北九州市小倉南区
- 守恒（もりつね） - 北九州市小倉南区
- 金辺峠（きべとうげ） - 北九州市小倉南区、田川郡香春町
- 荒生田（あろうだ） - 北九州市八幡東区
- 穴生（あのお） - 北九州市八幡西区
- 永犬丸（えいのまる） - 北九州市八幡西区

※ほかに永犬丸のつく町名として永犬丸西町（えいのまるにしまち），永犬丸東町（えいのまるひがしまち），
永犬丸南町（えいのまるみなみまち）がある。
- 京良城町（きょうらぎまち） - 北九州市八幡西区
- 洞南町（くきなみまち） - 北九州市八幡西区
- 皇后崎（こうがさき） - 北九州市八幡西区
- 上津役（こうじゃく） - 北九州市八幡西区

※現在町名としては上上津役（かみこうじゃく），下上津役（しもこうじゃく），下上津役元町（しもこうじゃくもとまち）
町上津役西（まちこうじゃくにし），町上津役東（まちこうじゃくひがし）に使われている。
- 河桃町（こうとうまち） - 北九州市八幡西区
- 木屋瀬（こやのせ） - 北九州市八幡西区
- 幸神（さいのかみ） - 北九州市八幡西区
- 陣原（じんのはる） - 北九州市八幡西区
- 野面（のぶ） - 北九州市八幡西区
- 曲里（まがり） - 北九州市八幡西区

※現在町名としては西曲里町（にしまがりまち），東曲里町（ひがしまがりまち）に使われている。
- 唐原（とうのはる） - 福岡市東区
- 馬出（まいだし） - 福岡市東区
- 御供所町（ごくしょまち） - 福岡市博多区
- 雀居（ささい） - 福岡市博多区
- 対馬小路（つましょうじ） - 福岡市博多区
- 席田（むしろだ） - 福岡市博多区（旧筑紫郡席田村）

※現在町名としては廃止。小中学校名などに残る。
- 立花寺（りゅうげじ）-福岡市博多区
- 警固（けご） - 福岡市中央区（旧筑紫郡警固村）
- 曰佐（おさ） - 福岡市南区（旧筑紫郡曰佐村）
- 警弥郷（けやごう） - 福岡市南区
- 壱岐（いき） - 福岡市西区（旧早良郡壱岐村）
- 小呂島（おろのしま） - 福岡市西区
- 柑子岳（こうしだけ） - 福岡市西区
- 周船寺（すせんじ） - 福岡市西区（旧糸島郡周船寺村）
- 女原（みょうばる） - 福岡市西区
- 高祖（たかす） - 福岡市西区、糸島市
- 別府（べふ） - 福岡市城南区、糟屋郡志免町、遠賀郡遠賀町
- 入部（いるべ） - 福岡市早良区（旧早良郡入部村）
- 早良（さわら） - 福岡市早良区
- 椎原（しいば） - 福岡市早良区
- 四箇（しか） - 福岡市早良区
- 西新（にしじん） - 福岡市早良区
- 野芥（のけ） - 福岡市早良区
- 百道（ももち） - 福岡市早良区
- 櫟野（いちの） - 大牟田市
- 御幸返（おこがえり） - 大牟田市
- 教楽来（きょうらぎ） - 大牟田市
- 歴木（くぬぎ） - 大牟田市
- 久福木（くぶき） - 大牟田市
- 四ケ（しか） - 大牟田市
- 早米来町（ぞうめきまち） - 大牟田市
- 怒縄田（ぬなわだ） - 大牟田市
- 駛馬町（はやめまち） - 大牟田市
- 相川（あいごう） - 久留米市
- 朝帰（あさがえり） - 久留米市
- 上川原（かみごうら） - 久留米市
- 上津荒木（こうだらき） - 久留米市
- 紅桃林（ことばやし） - 久留米市
- 下川原（しもごうら） - 久留米市
- 太郎原町（だいろばるまち） - 久留米市
- 田主丸町（たぬしまるまち）-久留米市
- 野伏間（のぶすま） - 久留米市
- 原古賀町（はらんこがまち） - 久留米市
- 殖木（ふえき） - 久留米市
- 益生田（ますおだ） - 久留米市
- 耳納（みのう） - 久留米市
- 麦生（むぎお） - 久留米市
- 鹿狩（ろっかり） - 久留米市
- 三潴町（みづままち） - 久留米市
- 三潴郡（みずまぐん）
- 赤地（あかじ） - 直方市
- 打向（うつむき） - 直方市
- 御館町（おたてまち） - 直方市
- 鴨生田（かもおだ） - 直方市
- 感田（がんだ） - 直方市
- 黍田池（きびたいけ） - 直方市
- 神正町（しんせいまち） - 直方市
- 新入（しんにゅう） - 直方市
- 知古（ちこ） - 直方市
- 道目木（どうめき） - 直方市
- 頓野（とんの） - 直方市
- 直方（のおがた） - 直方市
- 羽高（はだか） - 直方市
- 別田（べった） - 直方市
- 六ヶ岳（むつがだけ） - 直方市
- 行定（ゆきさだ） - 直方市
- 行常（ゆきつね） - 直方市
- 柞の木（ゆすのき） - 直方市
- 飯塚（いいづか） - 飯塚市
- 伊岐須（いぎす） - 飯塚市
- 小正（おばさ） - 飯塚市
- 頴田（かいた） - 飯塚市（旧嘉穂郡頴田町）

※町名としては廃止。小中学校名などに残る。
- 鹿毛馬（かけのうま） - 飯塚市
- 上三緒、下三緒、鶴三緒（かみみお、しもみお、つるみお） - 飯塚市
- 柏の森（かやのもり） - 飯塚市
- 建花寺（けんげいじ） - 飯塚市
- 菰田（こもだ） - 飯塚市
- 目尾（しゃかのお） - 飯塚市
- 津原（つわら） - 飯塚市
- 鷹羽（たかは） - 田川地区

※田川地区（筑豊地方東部地域）の旧来の呼称。
- 猪位金（いいかね） - 田川市
- 伊加利（いかり） - 田川市
- 位登（いとう） - 田川市
- 猪国（いのくに） - 田川市
- 猪膝（いのひざ） - 田川市
- 角銅原（かくどうばる） - 田川市
- 岩屋（ごうや） - 田川市
- 黄金ヶ丘（こがねがおか） - 田川市
- 糒（ほしい） - 田川市
- 御祓（みそぎ） - 田川市
- 見立（みたて） - 田川市
- 籾井（もみい） - 田川市
- 弓削田（ゆげた） - 田川市
- 芳ヶ谷（よしがたに） - 田川市
- 若咲（わかさ） - 田川市
- 鬼童町（おんどうまち）  - 柳川市
- 金納（かんの）  - 柳川市
- 棚町（たのまち）  - 柳川市
- 七ツ家（ななつえ）  - 柳川市
- 新村（みむら）  - 柳川市
- 柳川（やながわ） - 柳川市
- 上辺春（かみへばる） - 八女市
- 左手上（さんじゃき） - 八女市
- 日向神（ひゅうがみ） - 八女市
- 上原々（かんばらばら） - 筑後市
- 常用（つねもち）  - 筑後市
- 紅粉屋（べにや）  - 大川市
- 天生田（あもうだ） - 行橋市
- 長木（おさぎ） - 行橋市
- 御清水池（おしょうずいけ） - 行橋市
- 沓尾（くつお） - 行橋市
- 新田原（しんでんばる） - 行橋市
- 神田町（じんでんまち） - 行橋市
- 鋤迫（すきさこ） - 行橋市
- 千佛（せんぶつ） - 行橋市
- 高来（たかく） - 行橋市
- 辰上（たつがみ） - 行橋市
- 津積（つつみ） - 行橋市
- 津熊（つのくま） - 行橋市
- 津留（つる） - 行橋市
- 寺畔（てらなわて）  - 行橋市
- 中津熊（なかづくま） - 行橋市
- 長峡（ながお） - 行橋市
- 入覚（にゅうがく） - 行橋市
- 延永（のぶなが） - 行橋市
- 真菰（まこも） - 行橋市
- 門樋町（もんぴまち） - 行橋市
- 矢留（やどみ） - 行橋市
- 流末（りゅうまつ） - 行橋市
- 宇島（うのしま） - 豊前市
- 鬼木（おんのき） - 豊前市
- 皆毛（かいも） - 豊前市
- 求菩提（くぼて） - 豊前市
- 松江（しょうえ） - 豊前市
- 清水町（しょうず） - 豊前市

※町まで含めて「しょうず」
- 垣生（はぶ） - 中間市
- 大板井（おいたい） - 小郡市
- 二タ（ふた） - 小郡市
- 愛嶽山（おたけざん） - 筑紫野市、太宰府市
- 原田（はるだ） -　筑紫野市
- 山家（やまえ） - 筑紫野市
- 立明寺（りゅうみょうじ） - 筑紫野市
- 白水（しろうず） - 春日市
- 須玖（すぐ） - 春日市
- 牛頸（うしくび） - 大野城市
- 乙金（おとがな） - 大野城市
- 雑餉隈（ざっしょのくま） - 大野城市、福岡市博多区
- 大穂（おおぶ） - 宗像市
- 上八（こうじょう） - 宗像市
- 神湊（こうのみなと） - 宗像市
- 許斐山（このみやま） - 宗像市
- 多禮（たれ） - 宗像市
- 宗像（むなかた） - 宗像市
- 通古賀（とおのこが） - 太宰府市
- 鹿部（ししぶ） - 古賀市
- 米多比（ねたび） - 古賀市
- 在自（あらじ） - 福津市
- 手光（てびか） - 福津市
- 奴山（ぬやま） - 福津市
- 生家（ゆくえ） - 福津市
- 有弥の里（ゆみのさと） - 福津市
- 鹿狩（かがり）- うきは市
- 注連原（しめばる）- うきは市
- 千年（ちとせ）- うきは市
- 美住（びじゅう）- うきは市
- 持木（もてぎ）- うきは市
- 金生（かのう） - 宮若市
- 靡山（なびきやま） - 宮若市
- 縁山畑（へりやまはた） - 宮若市
- 稲築才田（いなつきさいだ） - 嘉麻市（旧嘉穂郡稲築町）
- 猪之鼻（いのはな） - 嘉麻市
- 漆生（うるしお） - 嘉麻市
- 鴨生（かもお） - 嘉麻市
- 荷原（いないばる） - 朝倉市
- 烏集院（うすのいん） - 朝倉市
- 久喜宮（くぐみや） - 朝倉市
- 古毛（こも） - 朝倉市
- 寒水（そうず） - 朝倉市
- 多々連（ただれ） - 朝倉市
- 杷木（はき） - 朝倉市（旧朝倉郡杷木町）
- 麻底良山（までらやま） - 朝倉市
- 来春（らいは） - 朝倉市
- 古僧都山（こそぢやま） - みやま市
- 瀬高町文廣（せたかまちあやひろ） - みやま市
- 瀬高町山門（せたかまちやまと） - みやま市（旧山門郡）
- 高田町濃施（たかたまちのせ） - みやま市
- 加布羅（がぶら） - 糸島市
- 芥屋大門（けやのおおと） - 糸島市
- 上鑵子（じょうかんす） - 糸島市
- 銭瓶塚（ぜにがめづか） - 糸島市
- 高祖作出（たかすつくんで） - 糸島市
- 十坊山（とんぼやま） - 糸島市
- 松末（ますえ） - 糸島市
- 南風台（みなかぜだい） - 糸島市
- 南面里（なめり） - 那珂川市
- 頭巾山（とっきんやま） - 糟屋郡宇美町
- 篠栗（ささぐり） - 糟屋郡篠栗町
- 勢門（せと） - 糟屋郡篠栗町
- 萩尾（はぎのう） - 糟屋郡篠栗町
- 志免（しめ） - 糟屋郡志免町
- 新生（あらお） - 糟屋郡須恵町
- 上府（かみのふ） - 糟屋郡新宮町
- 下府（しものふ） - 糟屋郡新宮町
- 夜臼（ゆうす） - 糟屋郡新宮町
- 駕与丁（かよいちょう） - 糟屋郡粕屋町
- 酒殿（さかど） - 糟屋郡粕屋町
- 柚須（ゆす） - 糟屋郡粕屋町
- 遠賀（おんが） - 遠賀郡、遠賀郡遠賀町
- 朳（えぶり） - 遠賀郡水巻町
- 内浦（うつら） - 遠賀郡岡垣町
- 虫生津（むしょうづ） - 遠賀郡遠賀町
- 南良津（ならづ） - 鞍手郡小竹町
- 新北（にぎた） - 鞍手郡鞍手町
- 新延（にのぶ） - 鞍手郡鞍手町
- 桂川（けいせん） - 嘉穂郡桂川町
- 寿命（じゅめい） - 嘉穂郡桂川町
- 土師（はじ） - 嘉穂郡桂川町
- 四三嶋（しそじま） - 朝倉郡筑前町
- 高上（たこえ） - 朝倉郡筑前町
- 甲条（こうちょう） - 三井郡大刀洗町
- 高樋（たかえ） - 三井郡大刀洗町
- 守部（もるべ） - 三井郡大刀洗町
- 大莞（おおい） - 三潴郡大木町

※地区名、小学校名などに残る。
- 小椎尾（こじお） - 八女郡広川町
- 岩原（いわら） - 田川郡香春町
- 大内原（おおてばる） - 田川郡香春町
- 香春（かわら） - 田川郡香春町
- 金辺峠（きべとうげ） - 田川郡香春町
- 花古屋（けごや） - 田川郡香春町
- 紫竹原（しちくばる） - 田川郡香春町
- 仲哀峠（ちゅうあいとうげ） - 田川郡香春町
- 長光（ながみつ） - 田川郡香春町
- 豊産（ほうさん） - 田川郡香春町
- 勾金（まがりかね） - 田川郡香春町
- 湯無田（ゆむた） - 田川郡香春町
- 伊原（いばる） - 田川郡添田町
- 大藪（おおぶち） - 田川郡添田町
- 大瀬子（おぜご） - 田川郡添田町
- 岳滅鬼山（がくめきやま） - 田川郡添田町
- 上仏来山（かんぶくざん） - 田川郡添田町
- 久木（くぎ） - 田川郡添田町
- 見地（けんじ） - 田川郡添田町
- 駒啼（こまねき） - 田川郡添田町
- 猿掛（さるかき） - 田川郡添田町
- 神田（じんで） - 田川郡添田町
- 中元寺（ちゅうがんじ） - 田川郡添田町
- 道角（どうかく） - 田川郡添田町
- 英彦山（ひこさん） - 田川郡添田町
- 烏尾峠（からすおとうげ）- 田川郡糸田町
- 貴船（きふね） - 田川郡糸田町
- 真岡（しんおか） - 田川郡糸田町
- 鼡ケ池（ねずがいけ）  - 田川郡糸田町
- 稗田（ひえだ） - 田川郡糸田町
- 七十石（ひちじっこく） - 田川郡糸田町
- 水落谷（みぞうてだに） - 田川郡糸田町
- 宮床（みやとこ） - 田川郡糸田町
- 宮山（みやま） - 田川郡糸田町
- 安宅（あたか） - 田川郡川崎町
- 安眞木（あまぎ） - 田川郡川崎町
- 猪尻（いじり） - 田川郡川崎町
- 大海（おおみ） - 田川郡川崎町
- 上原（かんばる） - 田川郡川崎町
- 小倉ノ畔（こくらのて） - 田川郡川崎町
- 飛渡（とびわたり） - 田川郡川崎町
- 筒丸（どうまる） - 田川郡川崎町
- 八熊（やくま） - 田川郡川崎町
- 安高（あだか） - 田川郡大任町
- 今任原（いまとうばる） - 田川郡大任町
- 大任（おおとう） - 田川郡大任町
- 小林（おばやし） - 田川郡大任町
- 幸神町（こうしんまち） - 田川郡大任町
- 根床（ねどこ） - 田川郡大任町
- 犢牛岳（こっといだけ） - 田川郡赤村
- 油須原（ゆすばる） - 田川郡赤村
- 上野（あがの）-　田川郡福智町
- 伊方（いかた） - 田川郡福智町
- 市津（いっち） - 田川郡福智町
- 飯土井（いどい） - 田川郡福智町
- 入分（いりぶ） - 田川郡福智町
- 久六（きゅうろく） - 田川郡福智町
- 神崎（こうざき） - 田川郡福智町
- 七十石（しちじっこく） - 田川郡福智町
- 新門（しんかど） - 田川郡福智町
- 鋤木田（すいきだ） - 田川郡福智町
- 常福（つねふく） - 田川郡福智町
- 中古門（なかふるかど） - 田川郡福智町
- 野地原（のじはら） - 田川郡福智町
- 日王山（ひのおうやま、ひのおうざん） - 田川郡福智町
- 平和台（ひらわだい） - 田川郡福智町
- 弁城（べんじょう） - 田川郡福智町
- 崖ノ下（ほきのはな） - 田川郡福智町
- 南木（みなぎ） - 田川郡福智町
- 見六（みろく） - 田川郡福智町
- 京都（みやこ） - 京都郡
- 小波瀬（おばせ） - 京都郡苅田町
- 苅田（かんだ） - 京都郡苅田町
- 提（ひさげ） - 京都郡苅田町
- 呰見（あざみ） - 京都郡みやこ町
- 鐙畑（あぶみはた） - 京都郡みやこ町
- 犀川（さいがわ） - 京都郡みやこ町（旧犀川町）
- 末江（すえ） - 京都郡みやこ町
- 長川（ながわ） - 京都郡みやこ町
- 幸子（こうじ） - 築上郡吉富町
- 楡生（にりょう） - 築上郡吉富町
- 別府（びょう） - 築上郡吉富町
- 安雲（あくも） - 築上郡上毛町
- 上毛（こうげ） - 築上郡上毛町
- 尻高（しだか） - 築上郡上毛町
- 唐原（とうばる） - 築上郡上毛町
- 櫟原（いちぎばる） - 築上郡築上町
- 越路（こいじ） - 築上郡築上町
- 寒田（さわだ） - 築上郡築上町
- 築城（ついき） - 築上郡築上町（旧築城町）

### 佐賀県
- 飯盛（いさがい） - 佐賀市
- 海路端（うちばた） - 佐賀市
- 合瀬（おおせ） - 佐賀市
- 大財（おおたから） - 佐賀市
- 咾分（おとなぶん） - 佐賀市
- 金立（きんりゅう） - 佐賀市
- 神野（こうの） - 佐賀市
- 巨勢町（こせまち） - 佐賀市
- 道祖元町（さやのもとまち） - 佐賀市
- 三本槲（さんぼんがしわ） - 佐賀市
- 鰡江（しくつえ） - 佐賀市
- 修理田（しゅりた） - 佐賀市
- 精町（しらげまち） - 佐賀市
- 苣木（ちゃのき） - 佐賀市
- 道免（どうめ） - 佐賀市
- 尼寺（にいじ） - 佐賀市
- 八反原（はったばる） - 佐賀市
- 八戸（やえ） - 佐賀市
- 杠（ゆずりは） - 佐賀市
- 与賀町（よかまち） - 佐賀市
- 米納津（よのづ） - 佐賀市
- 厘外（りんげ） - 佐賀市
- 上ケ倉（あげくら） - 唐津市
- 箞木（うつぼぎ） - 唐津市
- 枝去木（えざるき） - 唐津市
- 相賀（おうか） - 唐津市
- 相知町（おうちちょう） - 唐津市
- 水主町（かこまち） - 唐津市
- 神集島（かしわじま） - 唐津市
- 厳木町（きゅうらぎまち） - 唐津市
- 切木（きりご） - 唐津市
- 納所（のうさ） - 唐津市
- 半田（はだ） - 唐津市
- 原（はる） - 唐津市
- 二タ子（ふたご） - 唐津市
- 万賀里川（まがりかわ） - 唐津市
- 馬渡島（まだらしま） - 唐津市
- 見借（みるかし） - 唐津市
- 神辺町（こうのえまち） - 鳥栖市
- 幸津町（さいつまち） - 鳥栖市
- 本鳥栖町（ほんどすまち） - 鳥栖市
- 莇原（あざみばる） - 多久市
- 納所（のうそ） - 多久市
- 笠椎（かさじ） - 伊万里市
- 提川（さげのかわ） - 伊万里市
- 水留（つづみ） - 伊万里市
- 八谷搦（はちやがらみ） - 伊万里市
- 古川（ふるこ） - 伊万里市
- 馬蛤潟（まてがた） - 伊万里市
- 鳥海（とのみ） - 武雄市
- 道免（どうめ） - 小城市
- 真崎（まつさき） - 嬉野市
- 的（いくわ） - 神埼市
- 脊振町（せふりまち） - 神埼市（旧神埼郡脊振村）
- 本告牟田（もとおりむた） - 神埼市
- 駅ヶ里（やきがり） - 神埼市
- 鹿路（ろくろ） - 神埼市
- 石動（いしなり） - 神埼郡吉野ヶ里町
- 目達原（めたばる） - 神埼郡吉野ヶ里町
- 三養基郡（みやきぐん）
- 黒目牛（くるみょうじ） - 三養基郡基山町
- 道瀬（ずうせ） - 三養基郡みやき町
- 千栗（ちりく） - 三養基郡みやき町
- 東寒水（ひがししょうず） - 三養基郡みやき町
- 寄人（よりうと） - 三養基郡みやき町
- 座川内（そそろがわち） - 東松浦郡玄海町
- 外津（ほかわづ） -　東松浦郡玄海町
- 黒川（くろごう） - 西松浦郡有田町
- 福母（ふくも） - 杵島郡大町町
- 咾搦（おとながらみ） - 杵島郡白石町
- 築切（ついきり） - 杵島郡白石町
- 廿治（はたち） - 杵島郡白石町
- 辺田（へた） - 杵島郡白石町
- 廻里津（めぐりつ） - 杵島郡白石町
- 馬洗（もうらい） - 杵島郡白石町

### 長崎県
- 相生町（あいおいまち） - 長崎市
- 赤迫（あかさこ） - 長崎市
- 畝刈町（あぜかりまち） - 長崎市
- 畦別当町（あぜべっとうまち） - 長崎市
- 畦町（あぜまち） - 長崎市
- 彼浜（あちばま） - 長崎市
- 網場町（あばまち） - 長崎市
- 飯香浦町（いかのうらまち） - 長崎市
- 井上（いかみ） - 長崎市
- 以下宿町（いがやどまち） - 長崎市
- 磯道町（いそみちまち） - 長崎市
- 岩瀬道町（いわせどうまち） - 長崎市
- 現川町（うつつがわまち） - 長崎市
- 江里町（えりまち） - 長崎市
- 大籠町（おおごもりまち） - 長崎市
- 音無町（おとなしまち） - 長崎市
- 尾上町（おのうえまち） - 長崎市
- 風頭町（かざがしらまち） - 長崎市
- 鹿尾町（かのおまち） - 長崎市
- 木鉢町（きばちまち） - 長崎市
- 琴海尾戸町（きんかいおどまち） - 長崎市
- 琴海形上町（きんかいかたがみまち） - 長崎市
- 毛井首町（けいくびまち） - 長崎市
- 香焼町（こうやぎまち） - 長崎市
- 小江原（こえばる） - 長崎市
- 小江町（こえまち） - 長崎市
- 国分町（こくぶまち） - 長崎市
- 小菅町（こすげまち） - 長崎市
- 小瀬戸町（こせどまち） - 長崎市
- 米山町（こめのやままち） - 長崎市
- 幸町（さいわいまち） - 長崎市
- 竿浦町（さおのうらまち） - 長崎市
- 界（さかい） - 長崎市
- 下町（したまち） - 長崎市
- 出津（しつ） - 長崎市
- 芒塚町（すすきづかまち） - 長崎市
- 多以良町（たいらまち） - 長崎市
- 田手原町（たでわらまち） - 長崎市
- 千々町（ちぢまち） - 長崎市
- 藤田尾町（とうだおまち） - 長崎市
- 土井首町（どいのくびまち） - 長崎市
- 中小島（なかこしま） - 長崎市
- 滑石（なめし） - 長崎市
- 南越町（なんごしまち） - 長崎市
- 西海町（にしうみまち） - 長崎市
- 西北町（にしきたまち） - 長崎市
- 西出津町（にししつまち） - 長崎市
- 西立神町（にしたてがみまち） - 長崎市
- 西泊町（にしどまりまち） - 長崎市
- 野母崎樺島町（のもざきかばしままち） - 長崎市
- 野母町（のもまち） - 長崎市
- 浜町（はままち） - 長崎市
- 東小島町（ひがしこしままち） - 長崎市
- 本河内（ほんごうち） - 長崎市
- 向町（むかえまち） - 長崎市
- 女の都（めのと）- 長崎市
- 茂木町（もぎまち） - 長崎市
- 本石灰町（もとしっくいまち） - 長崎市
- 茂里町（もりまち） - 長崎市
- 矢上町（やがみまち） - 長崎市
- 梁川町（やながわまち） - 長崎市
- 四杖町（よつえまち） - 長崎市
- 炉粕町（ろかすまち） - 長崎市
- 相生町（あいおいちょう） - 佐世保市
- 相浦町（あいのうらちょう） - 佐世保市
- 庵浦町（いおのうらちょう） - 佐世保市
- 宇久町飯良（うくまちいいら） - 佐世保市
- 宇久町神浦（うくまちこうのうら） - 佐世保市
- 鵜渡越町（うどごえちょう） - 佐世保市
- 上原町（うわばるちょう） - 佐世保市
- 上町（うわまち） - 佐世保市
- 江迎町猪調（えむかえちょういのつき） - 佐世保市
- 江迎町箙尾（えむかえちょうえびらお） - 佐世保市
- 江迎町志戸氏（えむかえちょうしとのうじ） - 佐世保市
- 江迎町七腕（えむかえちょうななかい） - 佐世保市
- 皆瀬町（かいぜちょう） - 佐世保市
- 鹿子前（かしまえ） - 佐世保市
- 上柚木町（かみゆのきちょう） - 佐世保市
- 京坪町（きょうのつぼちょう） - 佐世保市
- 潜木町（くぐるぎちょう） - 佐世保市
- 楠木町（くすのきちょう） - 佐世保市
- 心野町（ここんのちょう） - 佐世保市
- 小佐々町（こさざちょう） - 佐世保市
- 小佐々町葛籠（こさざちょうつづら） - 佐世保市
- 木場田町（こばたちょう） - 佐世保市
- 権常寺（ごんじょうじ） - 佐世保市
- 指方町（さしかたちょう） - 佐世保市
- 里美町（さとよしちょう） - 佐世保市
- 塩浸町（しおひたしちょう） - 佐世保市
- 鹿町町長串（しかまちちょうなぐし） - 佐世保市
- 島瀬町（しまのせちょう） - 佐世保市
- 島地町（しまんじちょう） - 佐世保市
- 下の原町（しものはるちょう） - 佐世保市
- 白南風町（しらはえちょう） - 佐世保市
- 新替町（しんがえちょう） - 佐世保市
- 新行江町（しんぎょうえちょう） - 佐世保市
- 世知原町（せちばるちょう） - 佐世保市
- 世知原町笥瀬（せちばるちょうやなぜ） - 佐世保市
- 世知原町矢櫃（せちばるちょうやびつ） - 佐世保市
- 田原町（たばるちょう） - 佐世保市
- 知見寺町（ちけんじちょう） - 佐世保市
- 戸尾町（とのおちょう） - 佐世保市
- 戸平田（とへだ） - 佐世保市
- 十文野町（ともんのちょう） - 佐世保市
- 早岐（はいき） - 佐世保市
- 南風崎町（はえのさきちょう） - 佐世保市
- 原分町（はるぶんちょう） - 佐世保市
- 干尽町（ひづくしまち） - 佐世保市
- 母ケ浦町（ほうがうらちょう） - 佐世保市
- 保立町（ほたてちょう） - 佐世保市
- 山川（やまご） - 佐世保市
- 山祇町（やまずみちょう） - 佐世保市
- 柚木町（ゆのきちょう） - 佐世保市
- 吉井町板樋（よしいちょういたび） - 佐世保市
- 吉井町踊瀬（よしいちょうおどりぜ） - 佐世保市
- 吉井町下原（よしいちょうしもばる） - 佐世保市
- 吉井町春明（よしいちょうはるあけ） - 佐世保市
- 万津町（よろづちょう） - 佐世保市
- 御手水町（おちょうずまち） - 島原市
- 崩山町（くえやままち） - 島原市
- 万（よろず） - 島原市
- 諫早市（いさはやし）
- 有喜町（うきまち） - 諫早市
- 御手水町（おちょうずまち） - 諫早市
- 栗面町（くれもまち） - 諫早市
- 破篭井町（わりごいまち） - 諫早市
- 小路口本町（おろぐちほんまち）- 大村市
- 小路口町（おろぐちまち）- 大村市
- 放虎原（ほうこばる）- 大村市
- 的山大島（あづちおおしま） - 平戸市
- 紺屋町（こうやまち） - 平戸市
- 度島（たくしま） - 平戸市
- 朶の原町（へごのはらちょう） - 平戸市
- 郭公尾（こっこうのお） - 松浦市
- 調川町（つきのかわちょう） - 松浦市
- 滑栄（なべるばえ） - 松浦市
- 厳原町（いづはらまち） - 対馬市
- 舟志（しゅうし）- 対馬市
- 豆酘（つつ） - 対馬市
- 印通寺（いんどうじ） - 壱岐市
- 𨕫ノ尾（しめのお） - 壱岐市
- 大左右（たいそう） - 壱岐市
- 大原（たいばる） - 壱岐市
- 筒城（つつき） - 壱岐市
- 半城（はんせい） - 壱岐市
- 平人（ひろうと） - 壱岐市
- 母ヶ浦（ほうがうら） - 壱岐市
- 鐙瀬（あぶんぜ） - 五島市
- 馬責馬場（うませんばば） - 五島市
- 岐宿町（きしくまち） - 五島市
- 魚津ヶ崎（ぎょうがさき） - 五島市
- 皆割石（みのろし） - 西海市
- 千々石町（ちぢわちょう） - 雲仙市
- 神代（こうじろ） - 雲仙市
- 土黒（ひじくろ） - 雲仙市
- 時津町（とぎつちょう） - 西彼杵郡
- 彼杵宿郷（そのぎしゅくごう） - 東彼杵郡東彼杵町
- 新谷郷（しんがえごう） - 東彼杵郡川棚町
- 百津郷（ももづごう） - 東彼杵郡川棚町
- 小値賀町（おぢかちょう） - 北松浦郡
- 佐々町（さざちょう） - 北松浦郡
- 盲ヶ原（めくらがばる） - 北松浦郡佐々町
- 神田免（こうだめん） - 北松浦郡佐々町
- 本田原免（ほんだばるめん） - 北松浦郡佐々町
- 相河（あいこ） - 南松浦郡新上五島町
- 飯ノ瀬戸（いのせど） - 南松浦郡新上五島町
- 白魚（しろう） - 南松浦郡新上五島町
- 築地（ちぢ） - 南松浦郡新上五島町
- 漁生浦（りょうせうら） - 南松浦郡新上五島町

### 熊本県
- 出水（いずみ） - 熊本市中央区、南区
- 蔚山（うるさん） - 熊本市中央区

※現在の新町の一部。バス停、電停名にのみその名が残る。
- 九品寺（くほんじ） - 熊本市中央区
- 神水（くわみず） - 熊本市中央区
- 壺川（こせん） - 熊本市中央区
- 杉塘（すぎども） - 熊本市中央区
- 碩台（せきだい） - 熊本市中央区

※地名としては消滅した。現在は公民館、幼稚園、小学校の名前として残るのみである。
- 段山（だにやま） - 熊本市中央区
- 渡鹿（とろく） - 熊本市中央区・東区
- 妙体寺町（みょうたいじまち） - 熊本市中央区
- 画図（えず） - 熊本市東区
- 烏ヶ江（からすがえ） - 熊本市東区
- 藻器堀川（しょうけぼりがわ） - 熊本市東区・中央区の川
- 新外（しんほか） - 熊本市東区
- 沼山津（ぬやまづ） - 熊本市東区
- 面木（おものぎ） - 熊本市西区
- 柿原（かきばる） - 熊本市西区
- 城山大塘（じょうざんおおども） - 熊本市西区
- 近津（ちこうづ） - 熊本市西区
- 野出（のいで） - 熊本市西区
- 海路口（うじぐち） - 熊本市南区（旧飽託郡海路口村）
- 硴江（かきのえ） - 熊本市南区
- 莎崎（こうざき） - 熊本市南区
- 菰江（こものえ） - 熊本市南区
- 護藤（ごんどう） - 熊本市南区
- 志々水（しじみず） - 熊本市南区
- 沈目（しずめ） - 熊本市南区
- 銭塘（ぜんども） - 熊本市南区（旧飽託郡銭塘村）
- 田尻（たのしり） - 熊本市南区
- 南部（なべ） - 熊本市南区
- 丹生宮（にうのみや） - 熊本市南区
- 土鹿野（はしかの） - 熊本市南区
- 八分字（はふじ） - 熊本市南区（旧飽託郡八分字村）
- 平原（ひらばる） - 熊本市南区
- 部田（へた） - 熊本市南区

※地名としては消滅した。現在の御幸（みゆき）地区。
- 廻江（まいのえ） - 熊本市南区
- 良町（ややまち） - 熊本市南区
- 鐙田（あぶみだ） - 熊本市北区
- 改寄（あらき） - 熊本市北区
- 生野（ぐみの） - 熊本市北区
- 古閑（こが） - 熊本市北区、南区（奥古閑町、富合町古閑）　ほか
- 陳内（じんない） - 熊本市北区（龍田陳内）、南区（富合町陳内）
- 大般若塚（だいはつか） -熊本市北区
- 滴水（たるみず） - 熊本市北区
- 投刀塚（なたつか） - 熊本市北区
- 楡木（にれのき） - 熊本市北区
- 八景水谷（はけのみや、はけみや） - 熊本市北区

※読みは必ずしも統一されていない。八景水谷駅も参照。
- 舞尾（もうの） - 熊本市北区
- 四方寄（よもぎ） - 熊本市北区
- 三箇（さんが） - 熊本市
- 海士江（あまがえ） - 八代市
- 女原（おなはら） - 八代市
- 貝洲（かいず） - 八代市
- 皈り坂（かえりざか） - 八代市
- 柿之生（かきのはえ） - 八代市
- 硴原（かきはら） - 八代市
- 久多良木（きゅうたらぎ） - 八代市
- 久連子（くれこ） - 八代市
- 枳之俣（けずのまた） - 八代市
- 栴檀（せんだん） - 八代市
- 鼠蔵（そぞう） - 八代市
- 鶴喰（つるばみ） - 八代市
- 原女木（はらめき） - 八代市
- 豊原（ぶいわら） - 八代市
- 催合（もやい） - 八代市
- 葭牟田（よしむた） - 八代市
- 鹿路（ろくろ） - 八代市
- 筌場（うけば） - 人吉市
- 瓜生田（うりゅうだ） - 人吉市
- 大畑（おこば） - 人吉市
- 鹿目（かなめ） - 人吉市
- 蟹作（がんつくり） - 人吉市
- 小纚川（こさでがわ） - 人吉市
- 二日町（にのまち） - 人吉市
- 馬氷川（まごうりがわ） - 人吉市
- 海行原（かいごばる） - 荒尾市
- 肥猪（こえい） - 荒尾市
- 粢田（しときでん） - 荒尾市
- 聖人原（しょうにんばる） - 荒尾市
- 頭石（かぐめいし） - 水俣市
- 宝川内（ほうがわち） - 水俣市
- 招川内（まんば） - 水俣市
- 湯出（ゆで） - 水俣市
- 小天（おあま） - 玉名市
- 亀頭迫（きとさこ） - 玉名市
- 実山（げんやま） - 玉名市
- 岱明（たいめい） - 玉名市（旧玉名郡岱明町）
- 繁根木（はねぎ） - 玉名市
- 両迫間（りょうはざま） - 玉名市
- 方保田（かとうだ） - 山鹿市
- 来民（くたみ） - 山鹿市（旧鹿本郡来民町）
- 酒造野（すぞの） - 山鹿市
- 平小城（ひらおぎ） - 山鹿市
- 日置（へき） - 山鹿市
- 台（うてな） - 菊池市
- 生味（おおみ） - 菊池市
- 尾足（おたる） - 菊池市
- 神来（おとど） - 菊池市
- 虎口（こく） - 菊池市
- 木庭（こば） - 菊池市
- 泗水（しすい） - 菊池市（旧菊池郡泗水町）
- 戸豊水（とりゅうず） - 菊池市
- 日生野（ひおの、ひよの） - 菊池市
- 女鞍（めくら） - 菊池市
- 夜間（やけ） - 菊池市
- 隈府（わいふ） - 菊池市（旧菊池郡隈府町）
- 鮟鱇（あんこう） - 宇土市
- 網田（おうだ） - 宇土市（旧宇土郡網田村）
- 神合（こうあい） - 宇土市
- 古保里（こおざと） - 宇土市
- 三拾町（さじっちょう） - 宇土市
- 築籠（ついごめ） - 宇土市
- 教良木（きょうらぎ） - 上天草市
- 鮗ヶ浦（このしがうら） - 上天草市
- 賤之女（しずのめ） - 上天草市
- 蔵々瀬戸（ぞぞせと） - 上天草市
- 長砂連（ながされ） - 上天草市
- 夏唐（なとかろ） - 上天草市
- 二弁当（のべっとう） - 上天草市
- 女鹿串（めがのくし） - 上天草市

- 宇城（うき） - 宇城市
- 永尾（えいのお） - 宇城市
- 楫屋林（かじやばし） - 宇城市
- 河江（ごうのえ） - 宇城市
- 古保山（こおやま） - 宇城市
- 不知火（しらぬい、しらぬひ） - 宇城市（旧宇土郡不知火町）
- 松橋（まつばせ） - 宇城市（旧下益城郡松橋町）
- 舞鴫（もうしぎ） - 宇城市
- 嫐迫（わなんざこ） - 宇城市
- 小池（こうじ） - 阿蘇市
- 竹原（たかわら） - 阿蘇市
- 役犬原（やくいんばる） - 阿蘇市
- 嵐口（あらくち） - 天草市
- 軍ヶ浦（いくさがうら） - 天草市
- 大通越（うとし） - 天草市
- 魚貫（おにき） - 天草市
- 家来栄（かくえ） - 天草市
- 椛木（かばのき） - 天草市
- 上津浦（こうつうら） - 天草市
- 須子（すじ） - 天草市
- 鉾（とがり） - 天草市
- 枦宇土（はじうと） - 天草市
- 鬢掃除（びんそうじ） - 天草市
- 福連木（ふくれぎ） - 天草市
- 合志（こうし） - 合志市
- 竹迫（たかば） - 合志市
- 上生（わぶ） - 合志市
- 庵室（あぜつ） - 下益城郡美里町
- 勢井（ぜい） - 下益城郡美里町
- 峙原（そばはら） - 下益城郡美里町
- 土喰（つちばみ） - 下益城郡美里町
- 砥用（ともち） - 下益城郡美里町（旧砥用町）
- 洞岳（ほらおか） - 下益城郡美里町
- 涌井（ゆい） - 下益城郡美里町
- 土生野（はぶの） - 玉名郡玉東町
- 肥猪（こえい） - 玉名郡南関町
- 腹赤（はらか） - 玉名郡長洲町
- 皆行原（かいこうばる） - 玉名郡和水町
- 竈門（かまど） - 玉名郡和水町
- 和水（なごみ） - 玉名郡和水町
- 平平（ひらだいら） - 玉名郡和水町
- 蜻浦（へぼうら） - 玉名郡和水町
- 用木（もといぎ） - 玉名郡和水町
- 焼米（やいごめ） - 玉名郡和水町
- 御願所（ごがんしょ） - 菊池郡大津町
- 吹田（ふけた） - 菊池郡大津町
- 真木（まき） - 菊池郡大津町
- 古閑原（こがばる） - 菊池郡菊陽町
- 津久礼（つくれ） - 菊池郡菊陽町

※住居表示変更に伴い一部は武蔵ケ丘1〜3丁目となっている。
- 曲手（まがて） - 菊池郡菊陽町
- 薊原（あざみはら） - 阿蘇郡南小国町
- 菰田（こもた） - 阿蘇郡南小国町
- 城尾（じょうのう） - 阿蘇郡南小国町
- 動馬木（どうめき） - 阿蘇郡南小国町
- 中原（なかばる） - 阿蘇郡南小国町
- 仁連（にれ） - 阿蘇郡南小国町
- 山亥（はげ） - 阿蘇郡小国町
- 土田滝（はんだたき） - 阿蘇郡小国町
- 草部（くさかべ） - 阿蘇郡高森町
- 洗川（そそがわ） - 阿蘇郡高森町
- 水湛（みずたまり） - 阿蘇郡高森町
- 風当（かざて） - 阿蘇郡西原村
- 槢尾（すくのお） - 阿蘇郡南阿蘇村
- 座女木（ざめぎ） - 上益城郡御船町
- 粒麦（つづむぎ） - 上益城郡御船町
- 八勢（やせ） - 上益城郡御船町
- 蓍町（じとまち、めどまち） - 上益城郡嘉島町
- 小谷（おやつ） - 上益城郡益城町
- 益城（ましき） - 上益城郡益城町
- 蛭子（よこ） - 上益城郡益城町
- 寒野（さまの） - 上益城郡甲佐町
- 九折（つづら） - 上益城郡甲佐町
- 都々良（つづら） - 上益城郡山都町
- 鶴ヶ田（つるけた） - 上益城郡山都町
- 目射（めいらる） - 上益城郡山都町
- 栫（かこい） - 八代郡氷川町
- 葦北（あしきた） - 葦北郡芦北町
- 箙瀬（えびらせ） - 葦北郡芦北町
- 硴瀬（かきぜ） - 葦北郡芦北町
- 合串（えごし） - 葦北郡津奈木町
- 大泊（おおど） - 葦北郡津奈木町
- 搦手（からめて） - 葦北郡津奈木町
- 川内（かわち） - 葦北郡津奈木町
- 一武（いちぶ） - 球磨郡錦町
- 木上（きのえ） - 球磨郡錦町
- 中福良（なかふくら） - 球磨郡錦町
- 浜川（はまごう） - 球磨郡錦町
- 別府（びゅう） - 球磨郡錦町
- 本別府（もとんびゅう） - 球磨郡錦町
- 思川（おめごう） - 球磨郡多良木町
- 才松内（さいごうち） - 球磨郡多良木町
- 多良木（たらぎ） - 球磨郡多良木町
- 茗の木（ちしゃのき） - 球磨郡多良木町
- 浜川（はまごう） - 球磨郡湯前町
- 小川内（おごうち） - 球磨郡水上村
- 朴ノ木原（ふうのきばる） - 球磨郡水上村
- 古川（ふるこう） - 球磨郡水上村
- 相良（さがら） - 球磨郡相良村
- 深水（ふかみ） - 球磨郡相良村
- 出ル羽（いずるは） - 球磨郡五木村
- 鴦山（おしやま） - 球磨郡五木村
- 合戦峯（かしのみね） - 球磨郡五木村
- 金川（かなごう） - 球磨郡五木村
- 築切（ちいきり） - 球磨郡五木村
- 九折瀬（つづらせ） - 球磨郡五木村
- 土会平（つてひら） - 球磨郡五木村
- 筌野（うけの） - 球磨郡山江村
- 沢水（そうみ） - 球磨郡山江村
- 戊（ぼ） - 球磨郡山江村
- 万江（まえ） - 球磨郡山江村
- 楮木（かじき） - 球磨郡球磨村
- 球磨（くま） - 球磨郡球磨村
- 杣鼻山（そまのはなやま） - 球磨郡球磨村
- 多武除（たぶのき） - 球磨郡球磨村
- 向淋（むこうそそぎ） - 球磨郡球磨村
- 円八重（えんばい） - 球磨郡あさぎり町
- 神殿原（こうどんばる） - 球磨郡あさぎり町
- 茗の木（ちしゃのき） - 球磨郡あさぎり町
- 築地（ついじ） - 球磨郡あさぎり町
- 斉堂（ときどう） - 球磨郡あさぎり町
- 柳別府（やなぎのびゅう） - 球磨郡あさぎり町
- 都呂々（とろろ） - 天草郡苓北町

### 大分県
- 大分（おおいた）
- 丹川（あかがわ） - 大分市
- 明磧（あけがわら） - 大分市
- 生石（いくし） - 大分市
- 荏隈（えのくま） - 大分市
- 大志生木（おおじゅうき） - 大分市
- 鴛野（おしの） - 大分市
- 賀来（かく） - 大分市
- 椎迫（しいざこ） - 大分市
- 志生木（しゅうき） - 大分市
- 寒田（そうだ） - 大分市
- 高尾水分（たかおみくまり） - 大分市
- 東院（とい） - 大分市
- 豊海（とよみ） - 大分市
- 那知椰（なちなぎ） - 大分市
- 丹生（にゅう） - 大分市
- 端登（はたのぼり） - 大分市
- 豊饒（ぶにょう） - 大分市
- 古国府（ふるごう） - 大分市
- 戸次（へつぎ） - 大分市
- 戸保ノ木（へぼのき） - 大分市
- 政所（まどころ） - 大分市
- 御所峠（みせんとうげ、みせんたお） - 大分市
- 廻栖野（めぐすの） - 大分市
- 米良（めら） - 大分市
- 萌葱台（もえぎだい） - 大分市
- 柞原（ゆすはら） - 大分市
- 永興（りょうご） - 大分市
- 霊山（りょうぜん） - 大分市
- 稙田（わさだ） - 大分市
- 内竈（うちかまど） - 別府市
- 大所（おところ） - 別府市
- 乙原（おとばる） - 別府市
- 大畑（おばたけ） - 別府市
- 鎰掛（かいがけ） - 別府市
- 鉄輪（かんなわ） - 別府市
- 城島（きじま） - 別府市
- 上人（しょうにん） - 別府市
- 釿ノ掛（ちょんのかけ） - 別府市
- 堂籠（どうごもり） - 別府市
- 永石（なげし） - 別府市
- 捏山（ねじやま） - 別府市
- 火売（ほのめ） - 別府市
- 明礬（みょうばん） - 別府市
- 合馬（おうま） - 中津市
- 大石峠（おしがと、おしがとう） - 中津市
- 萱津町（かいづまち） - 中津市
- 蛎瀬（かきぜ） - 中津市
- 水主（かこ） - 中津市
- 冠石野（かぶしの） - 中津市
- 闇無（くらなし） - 中津市
- 定留（さだのみ） - 中津市
- 深水（ふこうず） - 中津市
- 秣（まくさ） - 中津市
- 天瀬（あまがせ） - 日田市（旧日田郡天瀬町）
- 出羽（いずるは） - 日田市
- 三春原（うらせばる） - 日田市
- 小鹿田（おんた） - 日田市
- 咸宜（かんぎ） - 日田市
- 月出山岳（かんとうだけ） - 日田市
- 崩の平（くえのひら） - 日田市
- 川作（こうくり） - 日田市
- 我有木（ごうのき） - 日田市
- 牛王（ごおう） - 日田市
- 五条殿（ごじゅどん） - 日田市
- 末野（じいの） - 日田市
- 下筌（しもうけ） - 日田市
- 鈴連町（すずれまち） - 日田市
- 竹の林（たけのはや） - 日田市
- 伝里（つたり） - 日田市
- 鶴城町（つるぎまち） - 日田市
- 光岡（てるおか） - 日田市
- 赤米田（とぼしだ） - 日田市
- 上手町（のぼてまち） - 日田市
- 一尺八寸山（みおうやま） - 日田市
- 源栄町（もとえまち） - 日田市
- 八所（やもころ） - 日田市
- 刃連町（ゆきいまち） - 日田市
- 会所山（よそやま）- 日田市
- 浅海井浦（あざむいうら） - 佐伯市
- 荒網代浦（あらじろうら） - 佐伯市
- 市福所（いちぶせ） - 佐伯市
- 大入島（おおにゅうじま） - 佐伯市
- 大地ヶ浦（おじがうら） - 佐伯市
- 小半（おながら） - 佐伯市
- 葛港（かづらみなと） - 佐伯市
- 蒲江（かまえ） - 佐伯市（旧南海部郡蒲江町）
- 門田（かんた） - 佐伯市
- 蟹田（がんだ） - 佐伯市
- 杭の内（くえのうち） - 佐伯市
- 下城（げじろ） - 佐伯市
- 佐伯（さいき） - 佐伯市
- 西野（さいの） - 佐伯市
- 猿鳴（さんなぎ） - 佐伯市
- 鮪浦（しびうら） - 佐伯市
- 竹原（たこら） - 佐伯市
- 土紙屋（つちごや） - 佐伯市
- 鶴望（つるみ） - 佐伯市
- 浪太（なぶと） - 佐伯市
- 波越（なんごう） - 佐伯市
- 最勝海浦（にいなめうら） - 佐伯市
- 波寄（はき） - 佐伯市
- 間越（はざこ） - 佐伯市
- 波当津（はとづ） - 佐伯市
- 払鳥屋（はらいどや） - 佐伯市
- 戸穴（ひあな） - 佐伯市
- 提内（ひさぎうち） - 佐伯市
- 泥谷（ひじや） - 佐伯市
- 二栄（ふたばえ） - 佐伯市
- 向島（ほうじま） - 佐伯市
- 丸市尾浦（まるいちびうら） - 佐伯市
- 門前（もんぜ） - 佐伯市
- 山梨子（やまなし） - 佐伯市
- 除（よけ） - 佐伯市
- 米水津（よのうづ） - 佐伯市（旧南海部郡米水津村）
- 出羽（いづるは） - 臼杵市
- 烏嶽（うがく） - 臼杵市
- 苙場（おろば） - 臼杵市
- 海添（かいぞえ） - 臼杵市
- 硴江（かきえ） - 臼杵市
- 掻懐（かきだき） - 臼杵市
- 風成（かざなし） - 臼杵市
- 笠良木（かさらぎ） - 臼杵市
- 桑尾（かのお） - 臼杵市
- 桑原（かばる） - 臼杵市
- 御霊園（ごりょうぞの） - 臼杵市
- 西寒田（ささむた） - 臼杵市
- 清水原（そうずばる） - 臼杵市
- 藤田（とうだ） - 臼杵市
- 門前（もんぜ） - 臼杵市
- 日当（ひなた） - 臼杵市
- 平清水（ひらそうず） - 臼杵市

- 千怒（ちぬ） - 津久見市
- 会々（あいあい） - 竹田市
- 市用（いちもち） - 竹田市
- 栢木（かやぎ） - 竹田市
- 神原（こうばる） - 竹田市
- 鴫田（しぎた） - 竹田市
- 炭竈（すみかまど） - 竹田市
- 挾田（はさだ） - 竹田市
- 陽目（ひなため） - 竹田市
- 仏面（ぶちめん） - 竹田市
- 政所（まどころ） - 竹田市
- 米納（よない） - 竹田市
- 夷（えびす） - 豊後高田市
- 堅来（かたく） - 豊後高田市
- 鼎（かなえ） - 豊後高田市
- 来縄（くなわ） - 豊後高田市
- 田染（たしぶ） - 豊後高田市
- 都甲（とごう） - 豊後高田市
- 並石（なめし） - 豊後高田市
- 陽平（ひなたびら） - 豊後高田市
- 小田原（こだわら） - 豊後高田市
- 相原（あいわら） - 杵築市
- 生桑（いくわ） - 杵築市
- 筌口（うけくち） - 杵築市
- 槍原（うつけばる） - 杵築市
- 筒木（うつろぎ） - 杵築市
- 大内原（おおねばる） - 杵築市
- 大片平（おかたひら） - 杵築市
- 大内山（おちやま） - 杵築市
- 乙王（おとう） - 杵築市
- 小野尾（おののお） - 杵築市
- 小狭間（おわさま） - 杵築市
- 唐川（からこ） - 杵築市
- 上村（かんむら） - 杵築市
- 杵築（きつき） - 杵築市
- 見常寺（けじょうじ） - 杵築市
- 越井（こい） - 杵築市
- 甲尾（こうのお） - 杵築市
- 甑岩（こしきわ） - 杵築市
- 定野尾（じょうのお） - 杵築市
- 勢場（せいば） - 杵築市
- 大左右（だいそう） - 杵築市
- 苣ノ木峠（ちしゃのきとうげ） - 杵築市
- 中ノ原（なかんばる） - 杵築市
- 七双子（ならぞうし） - 杵築市
- 西鹿鳴越（にしかなごえ） - 杵築市
- 波多方（はだかた） - 杵築市
- 仏供（ぶく） - 杵築市
- 藤川（ふじのかわ） - 杵築市
- 薫石（ふすべいし） - 杵築市
- 船迫（ふながさこ） - 杵築市
- 三光坊（みこぼう） - 杵築市
- 野狐谷（やこだに） - 杵築市
- 野辺（やべ） - 杵築市
- 余名（よみょう） - 杵築市
- 安心院（あじむ） - 宇佐市（旧宇佐郡安心院町）
- 筌ノ口（うけのくち） - 宇佐市
- 有徳原（うっとくばる） - 宇佐市
- 大副（おおそい） - 宇佐市
- 折敷田（おしきだ） - 宇佐市
- 落狩倉（おちかくら） - 宇佐市
- 小野川内（おのごうち） - 宇佐市
- 景平（かげへら） - 宇佐市
- 萱籠（かやごもり） - 宇佐市
- 木裳（きのも） - 宇佐市
- 九人峠（くにんがとう） - 宇佐市
- 閤（ごう） - 宇佐市
- 小唐川（こがらこ） - 宇佐市
- 寒水（そうず） - 宇佐市
- 高家（たけい） - 宇佐市
- 岳切（たっきり） - 宇佐市
- 妻垣（つまがけ） - 宇佐市
- 西衲（にしのと） - 宇佐市
- 蜷木（になぎ） - 宇佐市
- 羽馬礼（はばれ） - 宇佐市
- 別府（びゅう） - 宇佐市
- 佛木（ほとぎ） - 宇佐市
- 神子山新田（みこやましんでん） - 宇佐市
- 駅館川（やっかんがわ） - 宇佐市
- 浅水（あそうず） - 豊後大野市
- 荒木（あらこ） - 豊後大野市
- 大寒（おおそう） - 豊後大野市
- 久知良（くじら） - 豊後大野市
- 西寒田（ささむた） - 豊後大野市
- 左右知（そうち） - 豊後大野市
- 中土師（なかはじ） - 豊後大野市
- 夏足（なたせ） - 豊後大野市
- 六種（むぐさ） - 豊後大野市
- 用作（ゆうじゃく） - 豊後大野市
- 櫟木（いちぎ） - 由布市
- 小挾間（おばさま） - 由布市
- 東院（とい） - 由布市
- 朴木（ほうのき） - 由布市
- 朝来（あさく） - 国東市
- 岩戸寺（いわとうじ） - 国東市
- 大海田（おおみだ） - 国東市
- 小門山（おどむれやま） - 国東市
- 鬼籠（きこ） - 国東市
- 櫛海（くしのみ） - 国東市
- 国東（くにさき） - 国東市
- 来浦（くのうら） - 国東市
- 黒川原（くろごうら） - 国東市
- 千燈（せんど） - 国東市
- 啝ノ浦（なぎのうら） - 国東市
- 浜陽（はまひなた） - 国東市
- 浜手（ひんで） - 国東市
- 両子（ふたご） - 国東市
- 馬渡（まなあたり） - 国東市
- 向田（むかた） - 国東市
- 両瀬（もろせ） - 東国東郡姫島村
- 用作（ようじゃく） - 東国東郡姫島村
- 会下（えげ） - 速見郡日出町
- 大神（おおが） - 速見郡日出町
- 皆本（かいもと） - 速見郡日出町
- 太田（たいだ） - 速見郡日出町
- 日出（ひじ） - 速見郡日出町
- 甘川水（あまがせ） - 玖珠郡九重町
- 奥双石（おくなめし） - 玖珠郡九重町
- 書曲（かいまげ） - 玖珠郡九重町
- 楮原（かごわら） - 玖珠郡九重町
- 桐木（きるぎ） - 玖珠郡九重町
- 崩平山（くえんひらやま） - 玖珠郡九重町
- 疥癬湯（ひぜんゆ） - 玖珠郡九重町
- 内帆足（うつばし） - 玖珠郡玖珠町
- 玖珠（くす） - 玖珠郡玖珠町
- 内匠（たくみ） - 玖珠郡玖珠町
- 中泊里（なかづまり） - 玖珠郡玖珠町
- 万年山（はねやま） - 玖珠郡玖珠町
- 萩ヶ原（はんがばる） - 玖珠郡玖珠町
- 日出生（ひじゅう） - 玖珠郡玖珠町
- 松信（まつびら） - 玖珠郡玖珠町

### 宮崎県
- 檍（あおき） - 宮崎市
- 阿波岐原（あわぎがはら） - 宮崎市
- 生目（いきめ） - 宮崎市
- 浮之城（うきのじょう） - 宮崎市
- 瓜生野（うりゅうの） - 宮崎市
- 追分（おいわけ） - 宮崎市
- 折生迫（おりゅうざこ） - 宮崎市
- 鏡洲（かがみず） - 宮崎市
- 郡司分（ぐじぶん） - 宮崎市
- 沓掛（くつかけ） - 宮崎市
- 月知梅（げっちばい） - 宮崎市
- 正手（しょうで） - 宮崎市
- 新別府（しんびゅう） - 宮崎市
- 曽山寺（そさんじ） - 宮崎市
- 恒久（つねひさ） - 宮崎市
- 新名爪（にいなづめ） - 宮崎市
- 飛江田、加江田（ひえだ、かえだ） - 宮崎市
- 双石山（ぼろいしやま） - 宮崎市
- 穆佐（むかさ） - 宮崎市
- 和石（よれし） - 宮崎市
- 五十市（いそいち） - 都城市
- 飯起（いぼこり） - 都城市
- 乙房町（おとぼうちょう） - 都城市
- 上水流、下水流（かみづる、しもづる） - 都城市
- 上長飯、下長飯（かみながえ、しもながえ） - 都城市
- 四家（しか） - 都城市
- 志比田町（しびたちょう） - 都城市
- 温水（ぬくみず） - 都城市
- 長谷谷（はせたん） - 都城市
- 弁済使（べんざし） - 都城市
- 御池（みいけ） - 都城市
- 都城（みやこのじょう） - 都城市
- 牟礼水流（むれづる） - 都城市
- 母智丘（もちお） - 都城市
- 愛宕（あたご） - 延岡市
- 天下（あもり） - 延岡市
- 家田（えだ） - 延岡市
- 大峡（おおかい） - 延岡市
- 大崩山（おおくえやま） - 延岡市
- 鹿狩瀬（かがせ） - 延岡市
- 川水流（かわずる） - 延岡市
- 鹿川（ししがわ） - 延岡市
- 須美江（すみえ） - 延岡市
- 東海（とうみ） - 延岡市
- 土々呂（ととろ） - 延岡市
- 直海（なおみ） - 延岡市
- 西階（にししな） - 延岡市
- 一ヶ岡（ひとつがおか） - 延岡市
- 別府（びゅう） - 延岡市
- 祝子（ほうり） - 延岡市
- 祝子川（ほうりがわ） - 延岡市
- 槇峰（まきみね） - 延岡市
- 行縢（むかばき） - 延岡市
- 八峡（やかい） - 延岡市
- 柚木（ゆうぎ） - 延岡市
- 吾田（あがた） - 日南市
- 鵜戸（うど） - 日南市
- 鶯巣（おうさ） - 日南市
- 飫肥（おび） - 日南市
- 贄波（にえなみ） - 日南市
- 富土（ふと） - 日南市
- 目井津（めいつ） - 日南市
- 榎原（よわら） - 日南市

- 軍谷（いくさだに）- 小林市
- 売子木（きしゃのき） - 小林市
- 輝嶺峠（きれいとうげ） - 小林市
- 猿谷（さいたに） - 小林市
- 水流迫（つるざこ） - 小林市
- 夷守（ひなもり） - 小林市
- 韓国岳（からくにだけ） - 小林市、えびの市
- 小倉ヶ浜（おくらがはま） - 日向市
- 幸脇（さいわき） - 日向市
- 山陰（やまげ） - 日向市
- 郡元（こおりもと） - 串間市
- 大重野（だいしげの） - 串間市
- 築島（つきしま） - 串間市
- 舳（へた） - 串間市
- 寒川（さぶかわ） - 西都市
- 銀鏡（しろみ） - 西都市
- 調殿（つきどの） - 西都市
- 都萬神社（つまじんじゃ） - 西都市
- 水流崎（つるさき） - 西都市
- 都於郡（とのこおり） - 西都市
- 八重（はえ） - 西都市
- 蝦野（えびの） - えびの市
- 尾八重野（おべの）- えびの市
- 加久藤（かくとう）- えびの市
- 甑岳（こしきだけ） - えびの市
- 川内川（せんだいがわ）- えびの市
- 真幸（まさき）- えびの市
- 大八重（おおはえ） - 北諸県郡三股町
- 櫟田（くぬぎだ） - 北諸県郡三股町
- 小鷺巣、大鷺巣（こさぎす、おおさぎす） - 北諸県郡三股町
- 蓼池（たでいけ） - 北諸県郡三股町
- 御池（みいけ） - 西諸県郡高原町
- 神祭野（こぜの） - 児湯郡高鍋町
- 勝利（すぐり） - 児湯郡高鍋町
- 道具小路（どうげこうじ） - 児湯郡高鍋町
- 馬場原（ばばのはる） - 児湯郡高鍋町
- 伊倉（いくら） - 児湯郡新富町
- 今別府（いまびゆう） - 児湯郡新富町
- 岩脇（いわなぎ） - 児湯郡新富町
- 上日置（うわべき） - 児湯郡新富町
- 江梅瀬（えばいぜ） - 児湯郡新富町
- 祇園原（ぎおんばる） - 児湯郡新富町
- 北畦原（きたうねえわら） - 児湯郡新富町
- 鬼付女（きづくめ） - 児湯郡新富町
- 越馬場（こえのばば） - 児湯郡新富町
- 溜水（たまりみず） - 児湯郡新富町
- 富田（とんだ） - 児湯郡新富町
- 新田原（にゅうたばる） - 児湯郡新富町
- 弁指（べんざし） - 児湯郡新富町
- 三納代（みなしろ） - 児湯郡新富町
- 矢床（やとこ） - 児湯郡新富町
- 湯風呂（ゆぶろ） - 児湯郡新富町
- 上米良（かんめら） - 児湯郡西米良村
- 西米良（にしめら） - 児湯郡西米良村
- 都農（つの） - 児湯郡都農町
- 臼杵（うすき） - 東臼杵郡、西臼杵郡
- 家代（えしろ） - 東臼杵郡諸塚村
- 八重の平（はえのひら） - 東臼杵郡諸塚村
- 合戦原（かせばる） - 東臼杵郡椎葉村
- 鹿野遊（かなすび） - 東臼杵郡椎葉村
- 鬼神野（きじの） - 東臼杵郡美郷町
- 神門（みかど） - 東臼杵郡美郷町
- 大猿渡（おおそたり） - 西臼杵郡高千穂町
- 鬼切畑（おぎりはた） - 西臼杵郡高千穂町
- 四皇子（しおじ） - 西臼杵郡高千穂町
- 馬生木（もうき） - 西臼杵郡高千穂町
- 阿下（あげ） - 西臼杵郡日之影町
- 今別府（いまびゅう） - 西臼杵郡日之影町
- 後梅（おぞめ） - 西臼杵郡日之影町
- 尾八重（おばえ） - 西臼杵郡日之影町
- 上下顔（かみしもづら） - 西臼杵郡日之影町
- 葛根ヶ原（かんねがはる） - 西臼杵郡日之影町
- 興地（くうち） - 西臼杵郡日之影町
- 九重花（くえのはな） - 西臼杵郡日之影町
- 古後梅（こおぞめ） - 西臼杵郡日之影町
- 三挺弓（さんじょうめ） - 西臼杵郡日之影町
- 鹿川（ししがわ） - 西臼杵郡日之影町
- 徳富（とくずみ） - 西臼杵郡日之影町
- 名女石（なめし） - 西臼杵郡日之影町
- 深角（ふかすみ） - 西臼杵郡日之影町
- 神影（みかげ） - 西臼杵郡日之影町
- 百舌鳥山（もずやま） - 西臼杵郡日之影町
- 矢形的（やかたのまと） - 西臼杵郡日之影町

### 鹿児島県
- 赤生原（あこうばる） - 鹿児島市
- 棈木川（あべきがわ） - 鹿児島市
- 石燈篭（いづろ） - 鹿児島市
- 居屋（いわや） - 鹿児島市
- 宇宿（うすき） - 鹿児島市
- 宇都谷（うどんたに） - 鹿児島市
- 大石様河（おおいしさんかぁ） - 鹿児島市
- 皆房（かいぼう） - 鹿児島市
- 上町（かんまち） - 鹿児島市
- 喜入（きいれ） - 鹿児島市
- 花倉（けくら） - 鹿児島市
- 花棚（けだな） - 鹿児島市
- 花野光ヶ丘（けのひかりがおか） - 鹿児島市
- 河頭（こがしら） - 鹿児島市
- 甲突川（こうつきがわ） - 鹿児島市
- 催馬楽（せばる） - 鹿児島市
- 草牟田（そうむた） - 鹿児島市
- 都曇答臓（たんたど） - 鹿児島市
- 皷川（つづみがわ） - 鹿児島市皷川町
- 賦合（つもりあい） - 鹿児島市
- 樋之口町（てのくちちょう） - 鹿児島市
- 野呂迫（ところざこ） - 鹿児島市
- 唐湊（とそ） - 鹿児島市
- 中別府（なかんびう） - 鹿児島市
- 茄子田（なすびだ） - 鹿児島市
- 生見（ぬくみ） - 鹿児島市
- 原良（はらら） - 鹿児島市
- 火の河原（ひのこら） - 鹿児島市
- 上鬼燈火谷（ふつつがだに） - 鹿児島市
- 菩薩堂（ぼさど） - 鹿児島市
- 堀殿仮屋（ほりどんかや） - 鹿児島市
- 紫原（むらさきばる） - 鹿児島市
- 明穴堀（もがほつ） - 鹿児島市
- 易居町（やすいちょう） - 鹿児島市
- 吾平（あいら） - 鹿屋市（旧肝属郡吾平町）
- 井神島（いがんじま） - 鹿屋市
- 小薄（おすき） - 鹿屋市
- 鹿屋（かのや） - 鹿屋市
- 辰喰（たつばみ） - 鹿屋市
- 祓川（はらいがわ） - 鹿屋市
- 名主（みょうず） - 鹿屋市
- 百引（もびき） - 鹿屋市
- 鹿篭麓（かごふもと） - 枕崎市
- 下山（さがやま） - 枕崎市
- 莫禰（あくね） - 阿久根市
- 切通（きずし） - 出水市
- 紫尾山（しびさん） - 出水市
- 下特手（しもこって） - 出水市
- 帆木之上（はぎのうえ） - 出水市
- 指宿（いぶすき） - 指宿市
- 開聞（かいもん） - 指宿市（旧揖宿郡開聞町）
- 岡児ケ水、浜児ケ水（-ちよがみず、-ちょがみず） - 指宿市
- 温湯（ぬり） - 指宿市
- 物袋（もって） - 指宿市
- 塰泊（あまどまり） - 西之表市
- 鴨女（かもめ） - 西之表市
- 軍場（ぐにわ） - 西之表市
- 花里崎（けりさき） - 西之表市
- 宇住庵（うずあん） - 垂水市
- 浦谷（うらたん） - 垂水市
- 柊原（くぬぎばる） - 垂水市
- 藺牟田（いむた） - 薩摩川内市
- 上園（うえんそん） - 薩摩川内市
- 上戸（うえんど） - 薩摩川内市
- 獺越（うそごえ） - 薩摩川内市
- 宇都川路（うとんこち） - 薩摩川内市
- 可愛（えの） - 薩摩川内市
- 網津（おうづ） - 薩摩川内市
- 頭無（かしたなし） - 薩摩川内市
- 祁答院（けどういん） - 薩摩川内市（旧薩摩郡祁答院町）
- 小川（こご） - 薩摩川内市
- 甑島（こしきじま） - 薩摩川内市
- 木場茶屋（こばんちゃや） - 薩摩川内市
- 砂石（さざらし） - 薩摩川内市
- 庄込（しょうごもり） - 薩摩川内市
- 川内（せんだい） - 薩摩川内市
- 高城（たき） - 薩摩川内市
- 南瀬（のうぜ） - 薩摩川内市
- 別府原（びゅうのはる） - 薩摩川内市
- 平上水流（ひらかみずる） - 薩摩川内市
- 樋脇（ひわき） - 薩摩川内市（旧薩摩郡樋脇町）
- 古城滑石（ふるじょうなめれし） - 薩摩川内市
- 犬之馬場（いんのばば） - 日置市
- 印口（おしぐち） - 日置市
- 苙岡（おろおか） - 日置市
- 苙口（おろんくち） - 日置市
- 上神殿（かみこうどの、かみこどん） - 日置市
- 下神殿（しもこうどの、しもこどん） - 日置市
- 久保園（くぼんそん） - 日置市
- 華熟里（けじゅくり） - 日置市
- 郷土（ごと） - 日置市
- 出樋（だつぜ） - 日置市
- 原掛（はいかけ） - 日置市
- 春原（はらんばい） - 日置市
- 榎薗（よのっぞん） - 日置市

- 檍（あおき） - 曽於市
- 大良（おおら） - 曽於市
- 畩ケ山（けさがやま） - 曽於市
- 曽於（そお） - 曽於市
- 囎唹（そお） - 曽於市
- 財部（たからべ） - 曽於市（旧曽於郡財部町）
- 八ヶ代（やしろ） - 曽於市
- 天降川（あもりがわ） - 霧島市
- 宇都良（うとら） - 霧島市
- 宇都口（うどんぐち） - 霧島市
- 嘉例川（かれいがわ） - 霧島市
- 神子落（かんこおとし） - 霧島市
- 九日田（くぬぎでん） - 霧島市
- 祝儀園（しゅうぎぞん） - 霧島市
- 竹子（たかぜ） - 霧島市
- 黒葛原（つづらばら） - 霧島市
- 丹生附（につけ） - 霧島市
- 枦田（はした） - 霧島市
- 宝瀬（ほぜ） - 霧島市
- 向花（むけ） - 霧島市
- 六村（もむら） - 霧島市
- 下名（しもんみょう、しもみょう） - いちき串木野市
- 赤生木（あこうぎ） - 南さつま市
- 尾下（おくだり） - 南さつま市
- 鴻巣（ぐるす） - 南さつま市
- 界守（けもり） - 南さつま市
- 惣の木場（すのこば） - 南さつま市
- 舞敷野（もしきの） - 南さつま市
- 猜ヶ宇都（あべがうと） - 志布志市
- 肆部合（しぶあい） - 志布志市
- 蓬原（ふつはら） - 志布志市
- 有良（ありら） - 奄美市
- 辺留（べる） - 奄美市
- 山間（やんま） - 奄美市
- 揖宿（いぶすき） - 南九州市
- 頴娃（えい） - 南九州市（旧揖宿郡頴娃町）
- 桐木平（きのきでら） - 南九州市
- 神殿（こうどん） - 南九州市
- 土喰（つちくれ） - 南九州市
- 蓮子（はずし） - 南九州市
- 馬鍬水流（まかんずる） - 伊佐市
- 馬渡（もたい） - 伊佐市
- 姶良（あいら） - 姶良市
- 蒲生（かもう） - 姶良市（旧姶良郡蒲生町）
- 臥蛇（がじゃ） - 鹿児島郡十島村
- 大薄（おおすき） - 薩摩郡さつま町
- 搦（からげ） - 薩摩郡さつま町
- 柊野（くきの） - 薩摩郡さつま町
- 求名（ぐみょう） - 薩摩郡さつま町
- 神子（こうし） - 薩摩郡さつま町
- 山門野（やまどの） - 出水郡長島町
- 興辺（くべ） - 姶良郡湧水町
- 堤郡（どてごおり） - 姶良郡湧水町
- 三堂（みどう） - 姶良郡湧水町
- 湧水（ゆうすい） - 姶良郡湧水町
- 後迫（うしとざこ） - 曽於郡大崎町
- 仮屋ヶ谷（かいやがたん） - 曽於郡大崎町
- 栫谷（かくだに） - 曽於郡大崎町
- 栫段（かこいだん） - 曽於郡大崎町
- 干草（ひっさ） - 曽於郡大崎町
- 穂園（ほぞん） - 曽於郡大崎町
- 档ヶ山（まてがやま） - 曽於郡大崎町
- 肝属（きもつき） - 肝属郡
- 崩尾（くえお） - 肝属郡東串良町
- 柎元（たぶもと） - 肝属郡東串良町
- 鞁田（つつしだ） - 肝属郡東串良町
- 別府ヶ城（びゅうがじょう） - 肝属郡東串良町
- 大根占（おおねじめ） - 肝属郡錦江町
- 落河（おてご） - 肝属郡錦江町
- 命苫（めとま） - 肝属郡錦江町
- 苙（おろ） - 肝属郡南大隅町
- 根占（ねじめ） - 肝属郡南大隅町
- 禰寝（ねじめ） - 肝属郡南大隅町
- 肝付（きもつき） - 肝属郡肝付町
- 谷山迫（たんにゃまざこ） - 肝属郡肝付町
- 平後園（へごぞん） - 肝属郡肝付町
- 宮下南（みやげみなみ） - 肝属郡肝付町
- 思勝（おんがち） - 大島郡大和村
- 生間（いけんま） - 大島郡瀬戸内町
- 勝能（かちゆき） - 大島郡瀬戸内町
- 花天（けてん） - 大島郡瀬戸内町
- 花富（けどみ） - 大島郡瀬戸内町
- 安木屋場（あんきゃば） - 大島郡龍郷町
- 城久（ぐすく） - 大島郡喜界町
- 花良治（けらじ） - 大島郡喜界町
- 花徳（けどく） - 大島郡徳之島町
- 兼久（かねく） - 大島郡天城町
- 木之香（きのこ） - 大島郡伊仙町
- 出花（でぎ） - 大島郡和泊町
- 芦清良（あしきようら） - 大島郡知名町